# Дочка генерала
Дочка генерала (англ. The General's Daughter) — американський трилер 1999 року режисера Саймона Веста. У головній ролі знявся Джон Траволта. Фільм знятий за мотивами однойменного роману Нельсона Демілля 1992 року.

## Сюжет
На військовій базі США був знайдений труп молодої дівчини — капітана Елізабет Кемпбелл, яка є дочкою начальника бази — генерала Кемпбелла. Для розслідування цього жорстокого вбивства із згвалтуванням викликають досвідченого слідчого з кримінальної поліції Пола Бреннера, якому буде допомагати детектив Сара Санхілл.

## У ролях
| Актор                | Роль                                                 |
| -------------------- | ---------------------------------------------------- |
| Джон Траволта        | старший сержант Пол Бреннер                          |
| Медлін Стоу          | старший сержант Сара Санхілл                         |
| Джеймс Кромвелл      | генерал-лейтенант Джо Кемпбелл                       |
| Тімоті Гаттон        | полковник Білл Кент                                  |
| Леслі Стефансон      | капітан Елізабет Кемпбелл (дочка генерала Кемпбелла) |
| Деніел фон Барген    | начальник поліції Ярдлі                              |
| Кларенс Вільямс III  | полковник Джордж Фаулер (ад'ютант генерала)          |
| Джеймс Вудс          | полковник Боб Мур (командир Елізабет Кемпбелл)       |
| Марк Бун молодший    | сержант Далберт Елкінс                               |
| Джон Біслі           | полковник Дон Слезінгер (психіатр)                   |
| Бойд Кестнер         | капітан Джейк Елбі                                   |
| Бред Беєр            | капітан Бренсфорд                                    |
| Джон Бенджамін Гіккі | капітан Гудсон                                       |